# 天心正法派
天心正法派是源自天师道的一个道教派别，该派徒众多隶属于正一道，强调内外兼修。該派因傳天心正法而得名，最早在兩宋之間的
路時中等人提倡。